# Armée de libération du Baloutchistan
 (janvier 2022).
Si vous disposez d'ouvrages ou d'articles de référence ou si vous connaissez des sites web de qualité traitant du thème abordé ici, merci de compléter l'article en donnant les références utiles à sa vérifiabilité et en les liant à la section « Notes et références ».
L’Armée de libération du Baloutchistan (en anglais : Balochistan Liberation Army, abrégé BLA), anciennement le Front de libération du Baloutchistan (en anglais : Baloch's People Liberation Front, BPLF) est un groupe indépendantiste basé au Baloutchistan, une région montagneuse de l'Ouest du Pakistan.

## Historique
L'Armée de libération du Baloutchistan est créée en 2002 et tire ses origines du Front de libération du Baloutchistan, créé en 1973. Elle est à l'origine de la majorité des attaques contre des équipement de l'État pakistanais, dont la prise d'otages du Jaffar Express en mars 2025.

## Idéologie
Le BPLF revendique l'indépendance d'un « Grand Baloutchistan », la région de peuplement baloutche historique, divisée entre le Pakistan, l'Iran et l'Afghanistan. Le mouvement défend une forme de fédéralisme selon laquelle le Pakistan se diviserait en plusieurs régions autonomes, établies sur des bases ethniques. Le Front arrive comme une réponse à la répression des autorités d'Islamabad. À l'époque, « le BPFL est un groupe armé de plusieurs milliers de combattants, la plupart étudiants, mais aussi une force politique d’idéologie marxiste révolutionnaire », selon l'ancien diplomate français et chercheur de l’IRIS Georges Lefeuvre. 
Le groupe s'inscrit de fait dans une tradition de nationalisme baloutche séculier, qui ne se réclame pas du djihad. L'Armée de libération du Baloutchistan est décrite comme « foncièrement anti-islamisme radical », Georges Lefeuvre précisant que « les rebelles baloutches ont toujours été anti-talibans ».

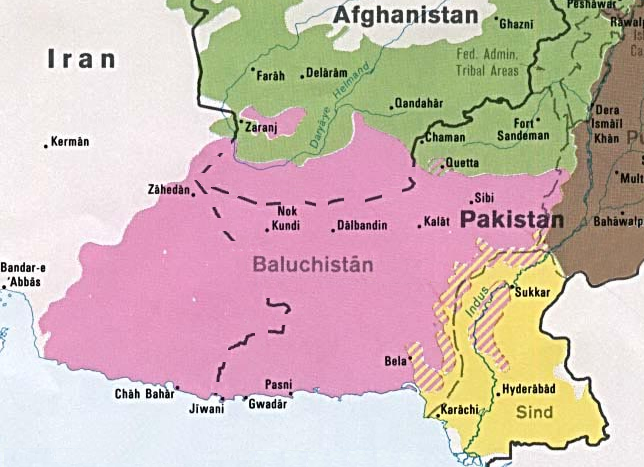
Carte du Baloutchistan (en rose)